# 枝見洋子
枝見 洋子（えだみ ようこ、1986年 - ）は、日本の映画プロデューサー、テレビプロデューサーである。

## 経歴
1986年、東京都に生まれる。10代の頃、『リリイ・シュシュのすべて』を見たことがきっかけで、映画製作の道を志すようになった。聖心女子学院高等科、早稲田大学第一文学部演劇映像コースで学んだ。
2008年、日テレアックスオンに入社する。映画プロデューサーとしてのデビュー作品は、2012年の『桐島、部活やめるってよ』である。同作で第29回ATP賞テレビグランプリの新人賞を受賞した。
2015年、テレビドラマ『永遠のぼくら sea side blue』を製作した。2016年には、テレビドラマ『ゆとりですがなにか』、映画『アズミ・ハルコは行方不明』を手がけている。

## 作品

### 映画
- 桐島、部活やめるってよ（2012年）
- アズミ・ハルコは行方不明（2016年）
- 劇場版 奥様は、取り扱い注意（2021年）

### テレビドラマ
- オンナ♀ルール 幸せになるための50の掟（2014年）
- 永遠のぼくら sea side blue（2015年）
- ゆとりですがなにか（2016年）
  - ゆとりですがなにか 純米吟醸純情編（2017年）
- がっぱ先生!（2016年）
- 奥様は、取り扱い注意（2017年）
- 24時間テレビドラマスペシャル ヒーローを作った男 石ノ森章太郎物語（2018年） - 協力プロデューサー
- 節約ロック（2019年）
  - 節約ロック ちょっと特別編（2020年）
- 恋はDeepに（2021年）
  - 恋はもっとDeepに -運命の再会スペシャル-（2021年）
- 卒業式に、神谷詩子がいない（2022年）
- それってパクリじゃないですか?（2023年）

### Web・配信ドラマ
- オンナ♀ルール 幸せになるための50の掟（2013年4月 - 6月、NOTTV）
- 山岸ですがなにか（2017年7月、Hulu）
- 恋はDeepに勉強中!（2021年5月、Hulu）
- 目の毒すぎる職場のふたり（2022年11月 - 12月、Hulu）

## 受賞歴
- 2018年エランドール賞 プロデューサー奨励賞（『奥様は、取り扱い注意』）[10]